# Kreisstadt
Een Kreisstadt is in Duitsland de stad waar het bestuur van een Landkreis of Kreis is gevestigd. Niet alle Landkreise of Kreise hebben een Kreisstadt. Als het bestuur zetelt in een gemeente die niet de formele status heeft van stad dan wordt die gemeente aangeduid als Kreishauptort. Sinds het verlenen van stadsrecht aan Westerstede is Garmisch-Partenkirchen in Beieren het enige resterende Kreishauptort.
Daarnaast zijn er Landkreise waarvan het bestuur zetelt in een nabijgelegen stad, meestal de naamgever van de Landkreis, terwijl de betreffende stad zelf geen deel uitmaakt van de Landkreis, bijvoorbeeld bij Landkreis Heilbronn.

## Große Kreisstadt
Een aparte groep steden zijn de Große Kreisstädte. Deze groep steden, waarvan per deelstaat de naam iets kan variëren, hebben binnen een Landkreis een bijzondere status doordat zij een aantal taken die de Landkreis uitvoert voor het gebied van de Landkreis voor de betrokken stad zelfstandig uitvoeren. In die zin is het een tussenvorm tussen Landkreis en Kreisfreie Stadt. 